# Maratova smrt
Maratova smrt (La Mort de Marat) je obraz francouzského malíře Jacquese-Louise Davida vytvořený v roce 1793. Obraz je součástí sbírek Musées royaux des Beaux-Arts de Belgique v Bruselu. Obraz zachycuje událost z období Velké francouzské revoluce: zavraždění revolucionáře Jeana Paula Marata Charlottou Cordayovou.

## Historický kontext
Jean Paul Marat nazývaný přítel lidu byl zavražděn 13. července 1793 a tento zločin byl revolucionáři považován za útok proti nové ústavě. Marat byl příslušníkem radikální Hory, která začala v červnu 1793 zatýkáním a popravami omezovat vliv girondistů (jejich sympatizantkou byla Charlotta Cordayová), čímž začalo období jakobínské Hrůzovlády. Charlotta Cordayová byla znechucena revolučním terorem a radikály považovala za nepřátele revoluce. Odjela do Paříže a pod záminkou udání girondistů požádala o návštěvu u Marata. Ten ji přijal ve vaně, neboť trpěl lupénkou. Cordayová jej zabila nožem ukrytým v šatech. Po svém činu byla odsouzena revolučním tribunálem k trestu smrti gilotinou.

## Historie
Národní konvent požádal Davida, aby zachytil tuto výraznou politickou záležitost. 14. listopadu 1793 David představil Konventu Maratův portrét. V únoru 1795 malíř získal plátno zpět. Po svém nuceném odchodu do Belgie v roce 1816 obraz v Paříži uschoval Davidův žák Antoine-Jean Gros. Po Davidově smrti 29. prosince 1825 Maratův portrét přešel do rukou malířových dědiců, kteří jej několikrát vystavovali s úmyslem ho prodat, ale bez úspěchu. Posledním majitelem obrazu se v roce 1860 stal Jules David-Chassagnolle, který ho roku 1886 odkázal Muzeu výtvarných umění v Bruselu. Zde je vystaven od roku 1893.
V letech 1793–1794 vzniklo z nařízení Konventu několik kopií obrazu (např. Gioacchino Serangeli nebo François Gérard). Tyto obrazy jsou dnes uloženy v Louvru, na zámku Versailles, v muzeu umění v Dijonu a v muzeu umění v Remeši.

## Popis obrazu
Jean Paul Marat je zobrazen jako umírající ve vaně. Hlava zabalená v bílém turbanu je pootočená na stranu. Pravá ruka držící pero visí přes okraj vany, levá ruka se opírá o okraj desky pokryté zelenou látkou a drží popsaný list. Tělo je nakloněné ve vaně pokryté bílým plátnem potřísněným krví, vedle vany leží zakrvácený nůž. Na pravé straně je umístěn dřevěný stolek, na kterém je umístěn kalamář, druhé pero a další list papíru. V dolní části stolku se nachází podpis: À Marat David. – L'an deux, tj. Maratovi David. – V roce dva (dle revolučního kalendáře).
David zde mísí realistické události (dopis Charlotty Cordayové, vana, ve které Marat nacházel úlevu od své nemoci, zakrvácený nůž apod.) spolu s idealizací a dramatizací: úhlopříčné světlo, nařasené sukno ve vaně, stolek s věnováním připomínající náhrobek s epitafem, Maratova klidná, zpola se usmívající tvář, hrdinské a idealizované nahé tělo spočívající ve vaně v poloze připomínající Caravaggiovo Kladení Krista do hrobu nebo Michelangelovu Pietu.

## Inspirace dílem

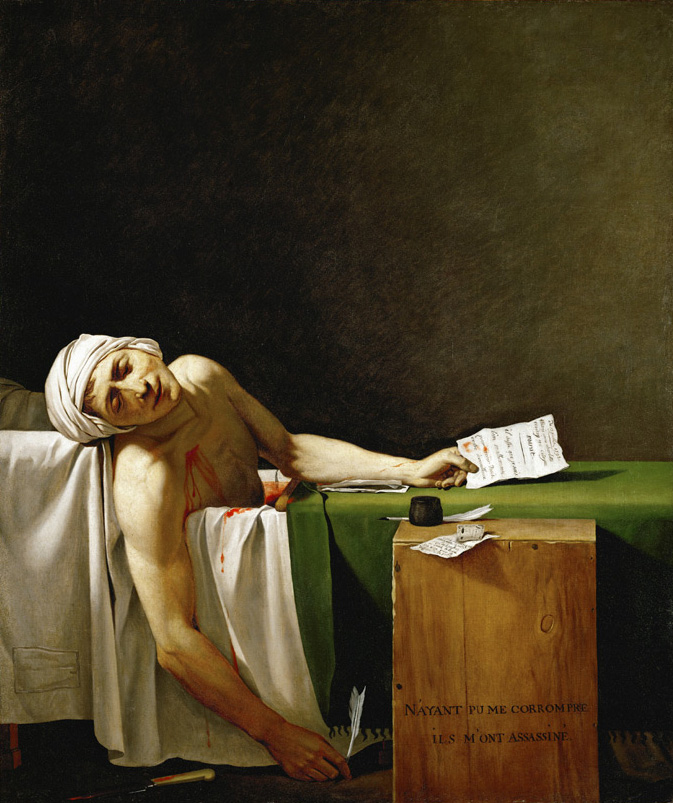
Gioacchino Serangeli, replika uložená v Louvru
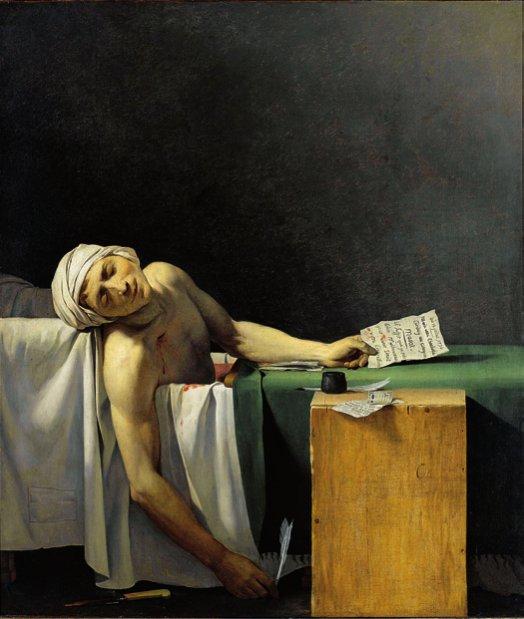
François Gérard nebo Jérome-Martin Langlois, replika uložená na zámku Versailles
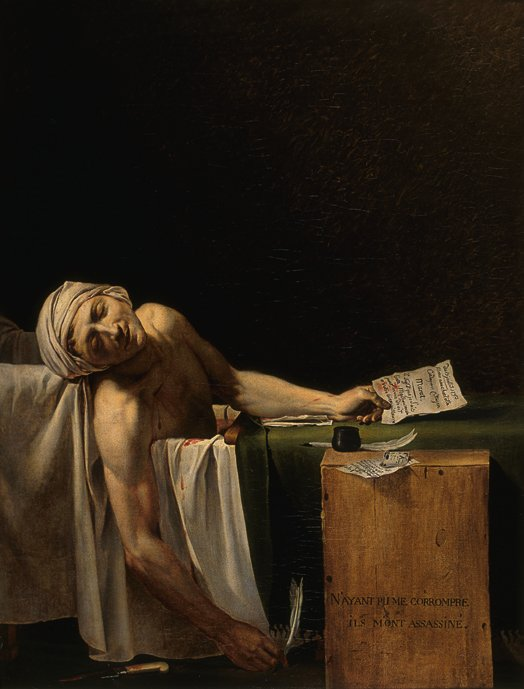
Replika v Musée des beaux-arts de Reims
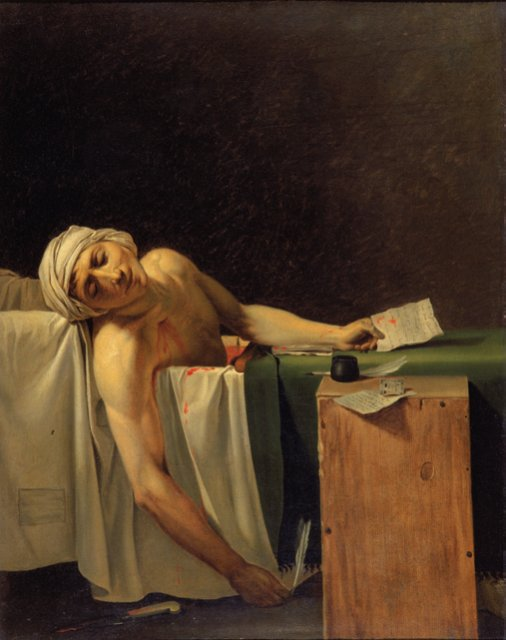
Replika v Musée des beaux-arts de Dijon
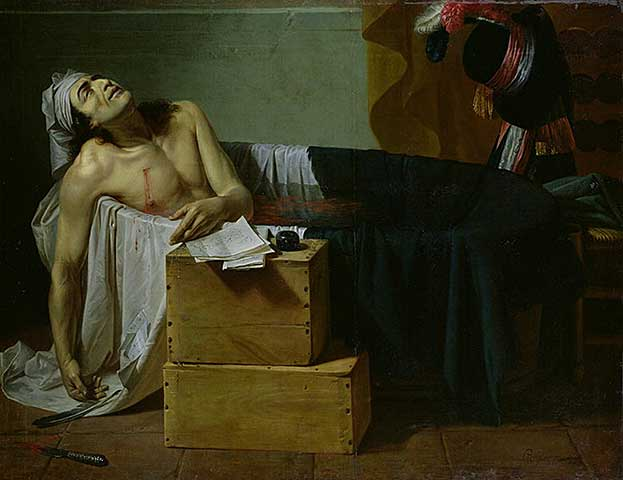
Joseph Roques: Maratova smrt, 1793
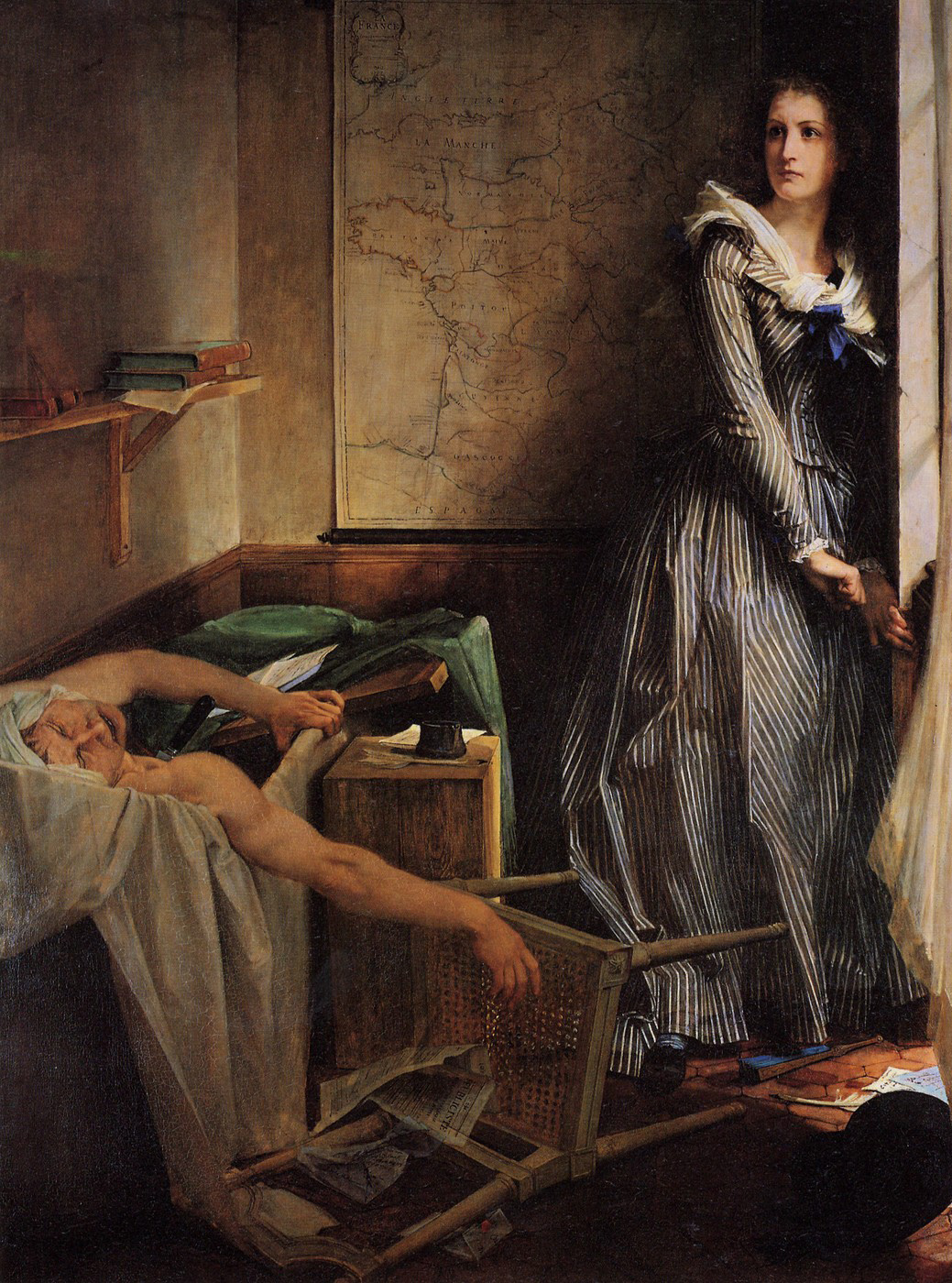
Paul Baudry Maratova vražda, 1860
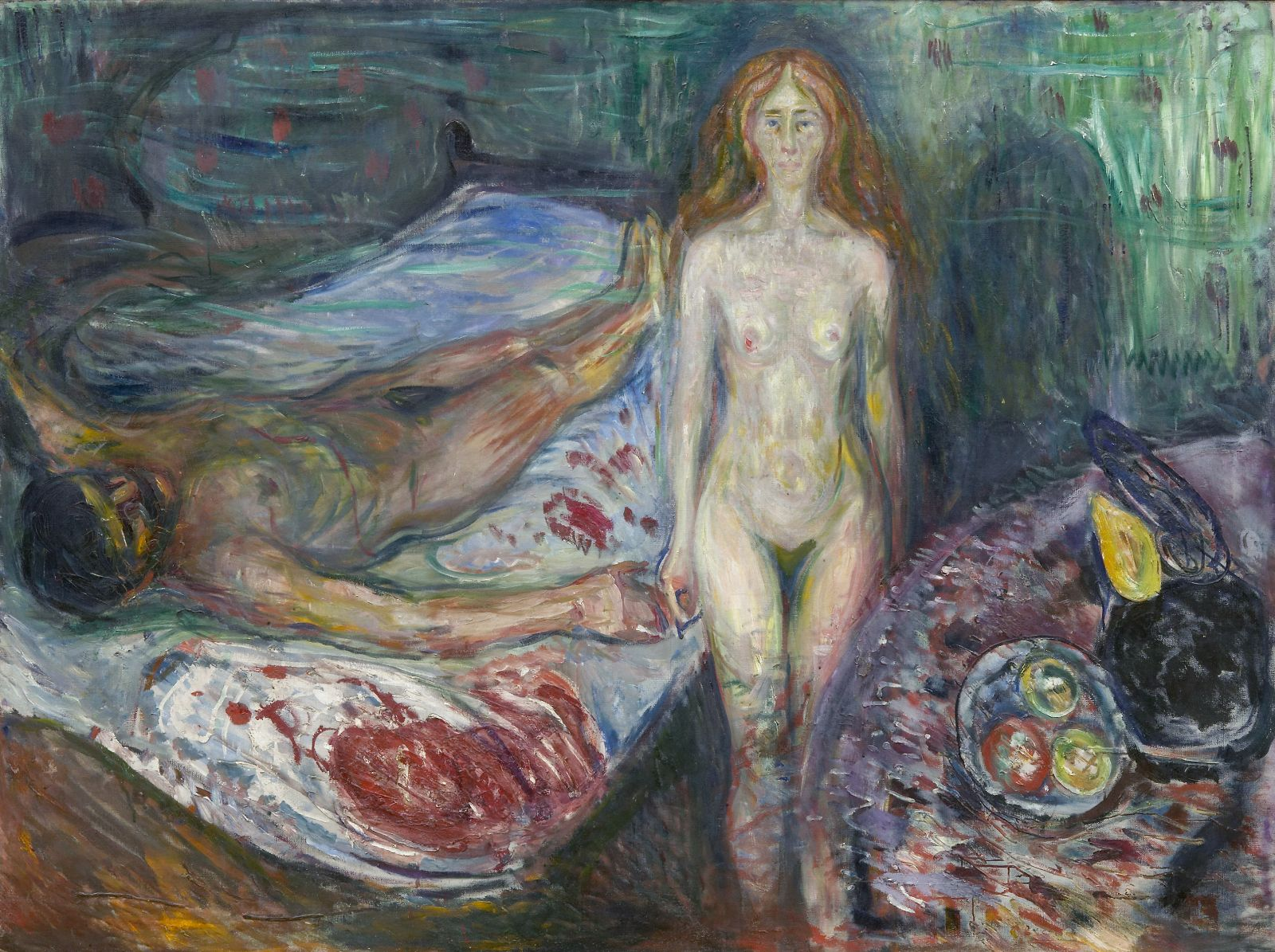
Edvard Munch: Maratova smrt, 1907
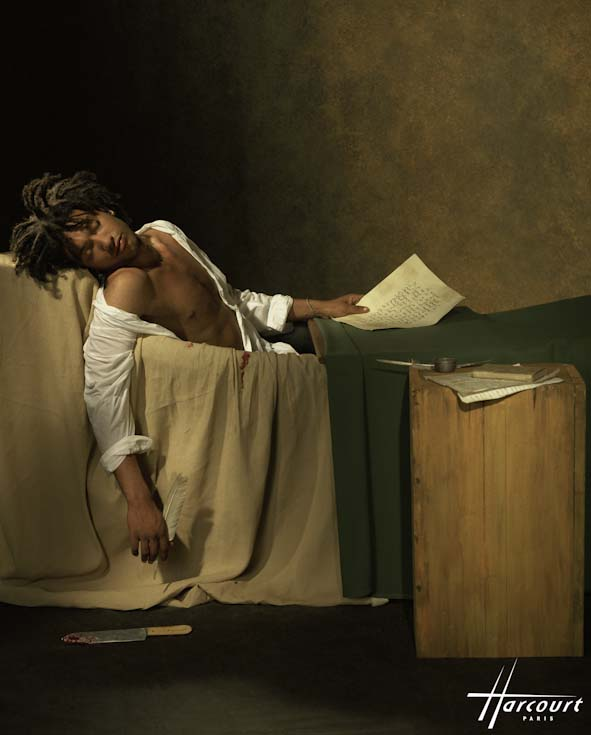
Doc Gynéco fotografovaný ve Studiu Harcourt, 1997
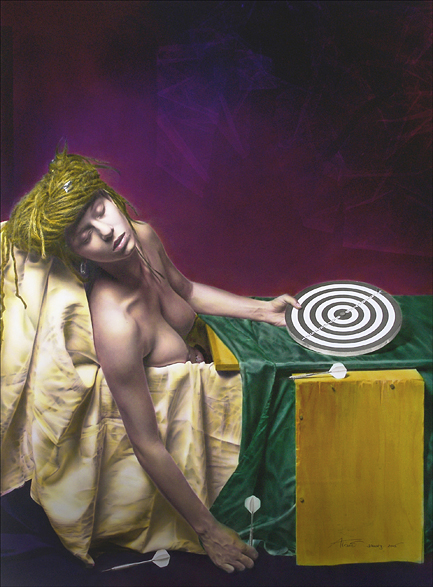
Antonín Tesař: Smrt hráče šipek, 2005